# هورشت آسمی
هورشت آسمی (به آلمانی: Horst Assmy) بازیکن فوتبال و مهاجم اهل آلمان شرقی بود که از سال ۱۹۵۴ میلادی عضو تیم ملی فوتبال آلمان شرقی بوده‌است. وی در ۱۲ بازی ملی حضور داشته و در بازی‌های ملی‌اش ۴ گل به ثمر رساند. هورشت آسمی آخرین بازی ملی خود را در سال ۱۹۵۹ میلادی انجام داد.